# ظهیرآباد نهرمیان
ظهیرآباد نهرمیان یک روستا در ایران است که در استان مرکزی واقع شده‌است. ظهیرآباد نهرمیان ۳۰۹ نفر جمعیت دارد.